# Clumber španěl
Clumber španěl (anglicky: Clumber spaniel) je britské psí plemeno typu španěl. Název plemene má pravděpodobně původ v Clumber parku v Nottinghamshire v Anglii. Jedná se o menší až středně velké psí plemeno trochu zavalité postavy s příjemnou a milou povahou. Chov těchto psů se v Česku teprve rozšiřuje, ale najdeme zde již několik chovatelských stanic. Mezinárodní kynologická federace (FCI) toto plemeno uznává a řadí jej do skupiny slídiči, retrívři a vodní psi. Číslo oficiálního standardu je 109 a oficiální používaná zkratka je CS.

## Historie

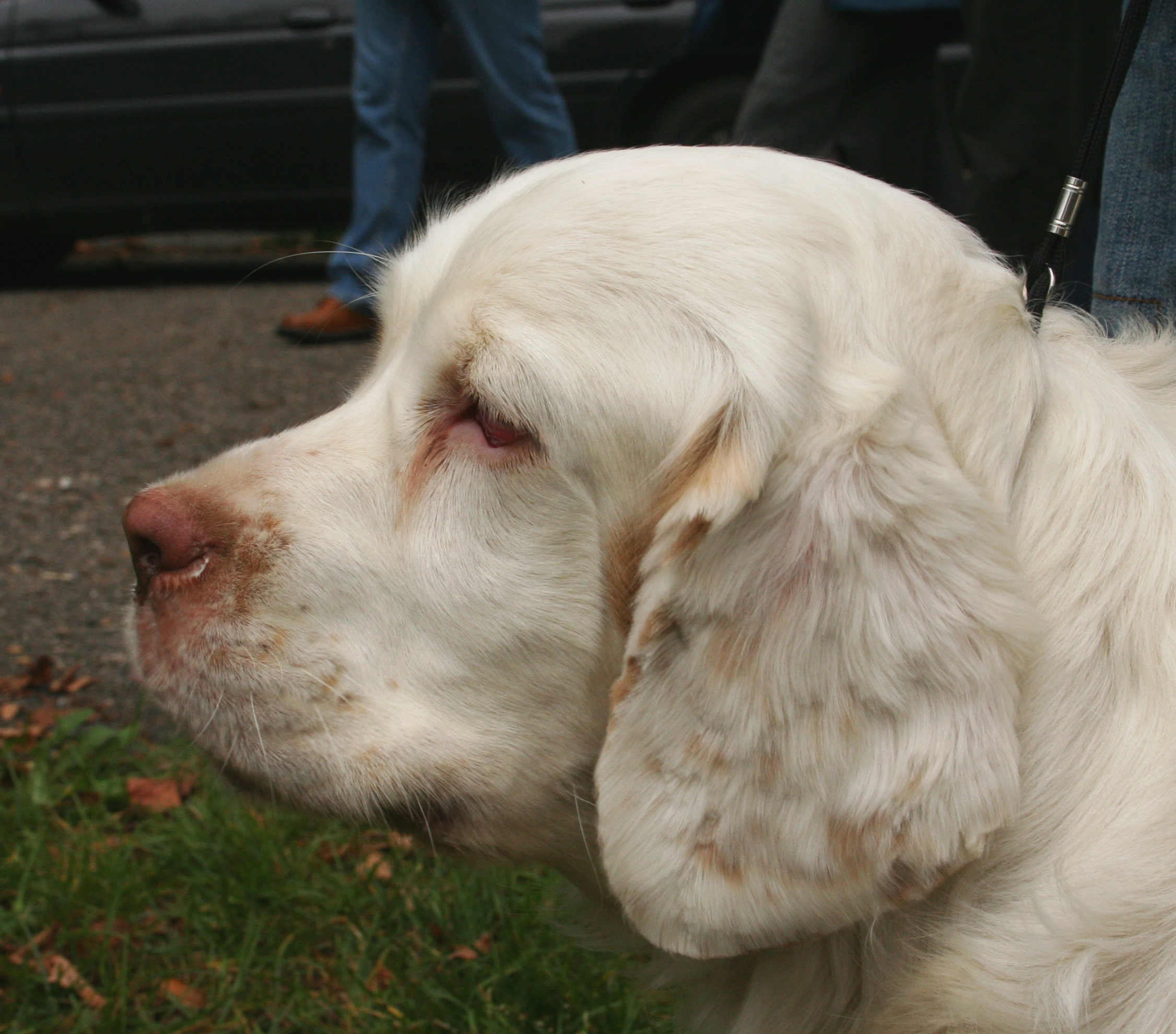
Hlava clumber španěla

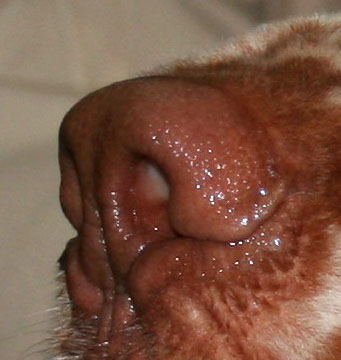
Nosní houba clumber španěla

Historie plemene je nejistá, ale pravděpodobně vzniklo v první polovině 19. století. Jedna teorie praví, že vzniklo ve Francii. Ta uvádí, že chovatel Duc de Noailles v době velké francouzské revoluce dal chovatelské stanici vévody z Newcastlu své ceněné španěly, což měli býti předci dnešních clumber španělů; alpští španělé. Ti pak byli křížení s pyrenejskými horskými psy a vznikl clumber španěl. Druhá teorie říká, že clumber španělé pocházejí ze starého typu Bleinheimova španěla, který byl později křížen s jinými psími plemeny z Velké Británie a vznikl clumber španěl.
Co je ale jisté, to je vznik jména plemene. Vzniklo od Clumber parku v Nottinghamshire. Místní myslivec a hajný, William Mansell, byl významným šlechtitelem a chovatelem clumber španělů. Milovníkem těchto psů byl i princ Albert, manžel královny Viktorie. Sama královna se o těchto psech zmiňuje ve svém deníku, kde o nich mluví jako o drobných loveckých psech s jemnou srstí, které označuje jako clumber křepeláky.
Až do poloviny 19. století mohla clumber španěly chovat pouze šlechta. Právě v této době se clumber španělé rozmohli i mezi obyčejným lidem. Ale během první světové války chov plemene zaznamenal značný úpadek, stejně jako u mnoha jiných psích plemen. Mimo Evropu se plemeno rozšířilo pravděpodobně již v roce 1844, kdy si několik jedinců plemene přivezl do Severní Ameriky poručík Venables. Přesto byl první oficiální export do Severní Ameriky proveden až v roce 1960.
V současné době plemeno uznává FCI, UKC i AKC.

### Chov v Česku
První clumber španěl, který do dostal do České republiky, byla skoro dvouletá fena z Německa. Importovala ji D. Nováková, majitelka chovatelské stanice Trias. Roku 1922 se jí pak narodil první vrh štěňat, jednalo se o zahraniční krytí. Tato fena se stala základem českého chovu clumber španělů a její potomky najdeme v Česku ještě dnes. Chov v tuzemsku se teprve rozšiřuje a plemeno si pomalu získává oblibu mnoha chovatelů.

## Charakteristika

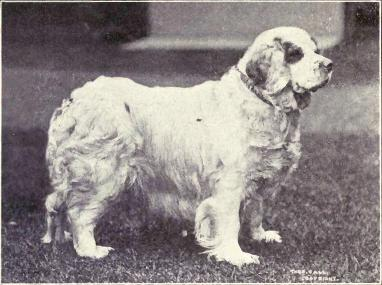
Clumber španěl v roce 1915

### Vzhled
Clumber španěl je největší z španělů. Má dlouhý hřbet, mírně zavalitou a těžkopádnou postavu a masivní hlavu s klidným a přátelským výrazem. Výška plemene se pohybuje mezi 48 a 51 cm, přičemž hmotnost je 30 až 36 kg. Tvarově je clumber španěl podobný sussex španělovi. Oči jsou malé, šikmo posazené, mandlového tvaru. Duhovky mívají různé odstíny hnědé a bělmo většinou nebývá vidět. Nosní houba má vždy masovou barvu. Stop je výrazný. Uši jsou středně velké, poměrně těžké, dobře osrstěné a spadající volně podél hlavy. Srst na nich může tvořit krátké volánky. Krk je krátký a silný, harmonicky nasazený na hřbet, který je dlouhý a široký. Ocas dlouhý, s praporem srsti. Nohy jsou středně dlouhé, dobře osvalené, zakončené kulatými tlapkami.

### Povaha
Povahově je clumber španěl jemný, loajální, milující, ale důstojný a rezervovaný vůči cizím lidem. Jedná se o klidné a rozvážně psí plemeno, které si vše důkladně rozmyslí, než něco udělá; což může být malá nevýhoda i co se týče výcviku. Pro některé chovatele a alergiky může být problémem jejich slintání. Stejně jako jiná malá molossoidní plemena, i clumber španěl hodně slintá, obzvláště pokud vidí jídlo. Tito psi jsou inteligentní, hraví a milí. Hodí se k dětem, se kterými dobře vycházejí. Stejně dobře si rozumí i s jinými psy. Avšak chov s jinými domácími zvířaty může být obtížný, protože clumber španěl má sklony pronásledovat a následně dávit jakýkoliv rychle se pohybující předmět, nevyjímaje kočky nebo cyklisty. Má velmi citlivý nos. Přestože to vzhled plemene neprozrazuje, jedná se o plemeno se zachovaným loveckým pudem a dokáže hbitě pronásledovat i bažanty nebo koroptve, právě k tomu byl totiž využíván. V dnešní době jej najdeme spíše jako společenské psí plemeno, vhodné do rodiny nebo i ke starším lidem.

## Péče
Clumber španěl nevyžaduje příliš péče, co se týče jeho srsti. Tu stačí občas vyčesat a pročesat, případné chuchvalce odstranit nůžkami. Voda srsti nevadí a nepoškozuje ji. Naopak před ní dobře chrání pokožku. Nutností je ale zkracovat volánky srsti pod chlopní ucha. V takové srsti se drží bakterie, které se tam dostanou s vodou, a ty pak mohou způsobit zánět zevního zvukovodu.
Tito psi nevyžadují příliš pohybu, ale přivyknou si na životní styl pána. Ve štěněcím věku není vhodné klouby příliš namáhat, to by mohlo později způsobit problémy s nimi; například dysplazii kyčelního kloubu.
Výcvik a výchova clumber španělů nejsou náročné a zvládne je i začátečník. Obecně se nejedná o plemeno agresivní či příliš temperamentní, příležitostné problémy s výcvikem tkví hlavně v klidnosti a rozvážnosti plemene, což někdy může být na obtíž.